# Birao (mythologie basque)
Pour les articles homonymes, voir Birao.
Birao est un Jeinu (Génie) de la mythologie basque qui s'approprie une personne ou un animal en vertu d'une imprécation formulée à l'aide du nom de la personne ou de l'animal en question. Birao signifie en basque « malédiction, gros mot, blasphème »
.

## Description
Il était courant de dire que le Birao entrainait la mort des personnes. 
On croyait que le Birao introduisait des esprits maléfiques appelés gaixtoak (mauvais, au pluriel) dans le corps des personnes visées. Dans certains villages on croit qu'il existe dans la journée un moment particulier pour cela: la malédiction formulée y est à ce moment-là, d'une efficacité totale. 
Les malédictions jetées par des génies finissent toujours par s'accomplir, c'est ce que l'on croit de façon générale.
Parfois, pour l'imprécation, on s'en remet a un objet. Ainsi, en offrant une pièce de monnaie tordue à un saint on exprime de façon concrète que l'on souhaite le mal pour quelqu'un.

## Croyances
Les noms sont des signes, généralement les premiers signes ou représentations, images sonores des choses. Ces dernières, selon les croyances populaires basques, sont étroitement liés à leurs noms : ils ont tous des noms, disent les gens. Et inversement, tout nom répond à quelque chose : izena duan guztia omen da est couramment affirmé, ce qui revient à dire qu'il n'y a pas de nom qui ne corresponde à une réalité, de sorte qu'en dehors de notre monde conceptuel et de ses objets, rien n'existe. 
C'est un compromis entre cette croyance et la foi chrétienne que la phrase, ou le dicton populaire lié à la force magique et aux vertus de la sorcellerie : Direnik, ez da sinistu bear; ez direla, ez da esan bear ("Il ne faut pas croire qu'elles existent; mais il ne faut pas dire qu'elles n'existent pas") 
Il est naturel que dans les cercles où la conception magique du monde est acceptée, on croit qu'en agissant sur les noms il est possible d'influencer les choses elles-mêmes. C'est pourquoi il est répandu au Pays basque la croyance que la malédiction (Birao, Birau) jetée sur un nom atteint par conséquent l'objet qu'il désigne. 
Cette forme de magie est, fondamentalement, la même que celle qui apparaît fréquemment enregistrée dans les documents médiévaux et qui était couramment pratiquée par les païens avant le christianisme. Ainsi Macrobe, dans Saturnales, lib. III, dit que les Romains veillaient à ce que le dieu tutélaire de Rome et le nom latin de sa ville restent inconnus afin qu'ils ne soient pas l'objet d'évocation magique par leurs ennemis. Il révèle lui-même les formules avec lesquelles les Romains évoquaient les dieux tutélaires des villes qu'ils tentaient de conquérir. De nombreux faits dans lesquels la vertu magique des noms est reconnue sont consignés dans le livre "Die magischen Heil-und Schutzmittel aus der unbelebten Natur" de S. Seligmann (Stuttgart, 1927).

## Légende
À Sare, on appelle Birao et Otoitzgaxto ce genre d'anathème qui, en vertu de la force magique ou Adur, apporte des maladies ou des malheurs à la personne ou à l'animal nommé dans la malédiction. Seul celui qui l'a maudit peut le guérir. C'est pourquoi on dit que la personne atteinte d'une malédiction souffre longtemps et met longtemps à mourir, car Dieu ne peut pas la recevoir avant que son maudit ne lève l'anathème.
Un jeune homme venu d'Andoain s'est récemment disputé avec un fermier d'Ataun. Lorsqu'il a découvert qu'il souffrait d'un lumbago, il lui a dit: "Tu en souffres à cause de la malédiction que je t'ai jetée à plusieurs reprises ces jours-ci." 